# 大石初太郎
大石 初太郎（おおいし はつたろう、1911年12月13日 - 2003年5月25日）は、日本の国語学者、国立国語研究所名誉所員。

## 来歴・人物
静岡県出身。静岡県立掛川中学校（現在の静岡県立掛川西高等学校）を経て、1939年東京文理科大学国文科卒業。国立国語研究所所員、専修大学教授、1982年定年となり文教大学教授を務めた。現代口語を研究し、『敬語』はロングセラーとなった。
1988年、勲四等瑞宝章を受章。2003年5月25日、呼吸不全のため死去。

## 著書

### 単著
- 『話しコトバの性格』光風出版〈話しことば新書〉、1956年。
- 『正しい敬語：あなたは言葉で評価される』大泉書店、1966年。
- 『話しことば』筑摩書房〈グリーンベルト・シリーズ〉、1967年。
- 『話しことば論』秀英出版、1971年。
- 『敬語』筑摩書房、1975年。のち文庫
- 『文章批評』筑摩書房〈言語生活叢書〉、1980年。
- 『現代敬語研究』筑摩書房、1983年。

### 共編著
- 『新選国語辞典』改訂版、金田一京助・佐伯梅友共編、小学館、1962年。
- 『敬語の使い方』林四郎共編、明治書院〈作法叢書〉、1975年。
- 『方言と標準語：日本語方言学概説』上村幸雄共編、筑摩書房、1975年。

## 参考
- 著書の紹介文